# Subterranean Records
Subterranean Records es una compañía discográfica independiente la cual es oriunda de San Francisco, California. Fue fundada por Steve Tupper y su socio Michael Fox en 1979, esta se enfocaba en la escena de bandas underground de los géneros punk e industrial.
Subterranean y su disquera amiga también de San Francisco, Alternative Tentacles, ambas iniciaron el lema DIY (Hágalo usted mismo) en el movimiento punk en 1979, y tuvieron bastante éxito en las emisoras de radio de la universitarias y comunitarias en los EE. UU.. Estas disqueras definieron el movimiento punk en la zona de San Francisco. Subterranean era la discográfica más vanguardista de las dos. Aunque en un principio sólo se centró en documentar y promover las bandas del área de San Francisco, en los últimos años han publicado grabaciones de artistas de diferentes áreas y géneros. Al igual que muchas etiquetas que utilizaban el lema DIY, Steve Tupper dijo que las bandas eran elegidas basándose en su gusto musical.
Subterranean tenía una tienda pequeña tienda de discos en la calle Valencia durante unos 4 años, desde 1984 hasta 1988 aproximadamente.
La discográfica ha lanzado un número importante de álbumes de bandas undergrounds, por ejemplo, los cuatro más resaltantes de la banda Flipper. The Dead Kennedys también lanzaron un sencillo importante para la disquera.

## Lista de bandas
- Alterboys
- Angel'in Heavy Syrup
- Animal Things
- Any Three Initials
- Arkansaw Man
- Arsenal
- Bay Of Pigs
- The Bedlam Rovers
- Caroliner Rainbow
- Chrome
- Club Foot Orchestra
- Code Of Honor
- Controlled Bleeding
- Dead Kennedys
- Factrix
- Flipper
- Fried Abortions
- Frightwig
- Helios Creed
- Housecoat Project
- Inflatable Boy Clams
- The Jars
- Jr. Chemists
- The Leather Nun
- Les Seldoms
- The Lewd
- The Longshoremen
- Bruce Lose
- Low Flying Aircraft
- Minimal Man
- The Muskrats
- Naked City
- Negative Trend
- Nervous Gender
- No Alternative
- Penelope Houston
- Polkacide
- Pop-O-Pies
- Pre-Fix
- Psyclones
- Research Library
- Sick Pleasure
- Society Dog
- Tom Tadlock
- The Terminators Of Endearment
- The Tools
- Ultrasheen
- UNS
- VKTMS
- The Wannabe Texans
- Stefan Weisser
- Wilma
- Witch Trials
- Woundz
- Kathleen Yearwood
- Z'ev